# Zwei Kerle aus Granit
Zwei Kerle aus Granit ist ein britischer Abenteuerfilm des Regisseurs Peter Collinson aus dem Jahr 1970, der in den Wirren nach der Zerschlagung des Osmanischen Reiches nach dem Ersten Weltkrieg spielt. In Deutschland erschien der Film erstmals am 1. Oktober 1970.

## Handlung
1922 in der Ägäis. Der ehemalige US-Soldat Adam Dyer wird von Josh Corey und dessen Söldnerbande von einem sinkenden Schiff gerettet. Adam, dem alle Wertsachen als Belohnung für die Rettung abgenommen wurden, schließt sich Josh an. Osman Bey, der Gouverneur der Gegend, heuert die Söldner an, um seine drei Töchter und deren Freundin Aila nach Smyrna, dem heutigen Izmir zu begleiten. Zugleich sollen sie eine Ladung Gold bewachen, das von Colonel Elçi mitgenommen wird.
Der Colonel plant jedoch den Raub der Goldladung. Adam findet bald heraus, dass die vermeintliche Goldladung aus Blei besteht. Aila informiert ihn aber, dass an Stelle des Goldes ein Kästchen voller Juwelen mitgenommen wurde. Adam, Josh und Aila wollen sich den Schatz teilen. Doch auch Elçi erfährt von den Juwelen. Bei dem Versuch sie zu stehlen, wird er von Aila getötet. Aila und Josh flüchten mit den Juwelen in Richtung Smyrna, verfolgt von Adam. Als sie dort eintreffen, wird die Stadt gerade von Rebellen unter General Mustafa Kemal Atatürk überrannt. Die drei werden gefangen genommen, die Juwelen werden eingezogen. Unwissentlich haben sie jedoch eine uralte Kopie des Korans mit sich geführt, die der Rebellenanführer gesucht hat. Der dankbare General entlässt die drei.

## Kritiken
„Auf große Schau angelegtes turbulentes Spektakel, das den Krieg auf ein Abenteuer reduziert, aber wenigstens einige interessante Landschaftsaufnahmen aus Anatolien bietet.“

„Wenn es etwas Positives an dieser politisch bedenklichen, langatmigen Lobhudelei aufs Abenteurertum gibt, sind es die Landschaftsaufnahmen aus der Türkei, das ist jedoch einfach zu wenig. Fazit: Die Story ist lau, historisch nicht mal korrekt.“

„Curtis und Bronson sind ein „überraschenderweise gutes Team“, das aber das Drehbuch nicht retten kann.“

„Ein Actionfilm, der ab 16 Jahren ohne Bedenken angesehen werden kann, da doch nebenbei ethische und menschliche Werte vermittelt werden.“

## Hintergrund
Der Film wurde in der Türkei und in Jugoslawien gedreht.
Die Musikstücke von Bert Kaempfert wurden von Herbert Rehbein arrangiert.